# Salesches
 Salesches là một xã ở tỉnh Nord ở miền bắc nước Pháp. Xã này có diện tích 4,58 kilômét vuông, dân số năm 1999 là 315 người. Xã nằm ở khu vực có độ cao trung bình 130 mét trên mực nước biển. 